# Sekaan
Sekaan is een bestuurslaag in het regentschap Bangli van de provincie Bali, Indonesië. Sekaan telt 1604 inwoners (volkstelling 2010).